# Андорра на летних Олимпийских играх 1976
Андорра принимала участие в Летних Олимпийских играх 1976 года в Монреале (Канада), но не завоевала ни одной медали. Это были первые летние Игры в истории Андорры.

## Результаты

### Бокс
| Спортсмен    | Весовая категория | 1/16 финала        | 1/8 финала          | Четвертьфинал        | Полуфинал            | Финал                | Финал |
| Спортсмен    | Весовая категория | Соперник Результат | Соперник Результат  | Соперник Результат   | Соперник Результат   | Соперник Результат   | Место |
| ------------ | ----------------- | ------------------ | ------------------- | -------------------- | -------------------- | -------------------- | ----- |
| Жоан Монтане | до 81 кг          | BYE                | Оттомар Загсе ГДР П | Завершил выступления | Завершил выступления | Завершил выступления | 9     |

### Стрельба
| Спортсмен       | Дисциплина | Результат | Результат |
| Спортсмен       | Дисциплина | Очки      | Место     |
| --------------- | ---------- | --------- | --------- |
| Йоан Томаш Рока | Трап       | 162       | 33        |
| Эстеве Долса    | Трап       | 159       | 35        |